# Ohníč
Ohníč (en allemand : Wohontsch) est une commune du district de Teplice, dans la région d'Ústí nad Labem, en Tchéquie. Sa population s'élevait à 723 habitants en 2021.

## Géographie
Ohníč se trouve à 7 km au sud du centre de Teplice, à 17 km au sud-ouest d'Ústí nad Labem et à 71 km au nord-ouest de Prague.
La commune est limitée par Kladruby au nord, par Bžany à l'est, par Světec au sud, et par Hostomice et Zabrušany à l'ouest.

## Histoire
La première mention écrite de la localité date de 1404.

## Administration
La commune se compose de 5 quartiers :
- Dolánky
- Křemýž
- Němečky
- Ohníč
- Pňovičky

## Transports
Par la route, Ohníč  trouve à 10 km de Teplice, à 24 km d'Ústí nad Labem et à 84 km de Prague.